# 100P/Hartley
100P/Hartley, còn được gọi là Hartley 1, là một sao chổi gia đình Jupiter định kỳ trong Hệ Mặt trời. Vào ngày 29 tháng 4 năm 2164, sao chổi sẽ vượt qua 0.487 AU (72.900.000 km; 45.300.000 dặm) từ Trái Đất.